# Iannis Poulopoulos
Iannis Poulopoulos é um importante cantor e compositor grego. Nasceu em Pelopones em 29 de junho de 1941 e cresceu em Atenas. Em 1963, com o apoio de Mikis Teodorakis, um compositor grego famoso, conseguiu gravar o primeiro LP.